# Take Me to Your Leader
Take Me to Your Leader (с англ. — «Отведи меня к своему лидеру») — второй студийный альбом британо-американского репера MF Doom под псевдонимом King Geedorah. Альбом был выпущен на лейбле Big Dada 17 июля 2003 года.
Псевдоним King Geedorah появился у Дума во время участия в андеграундной супергруппе Monsta Island Czars. Прозвище было взято у вымышленного трёхглавого дракона Кинга Гидора, он же Монстер Зеро, врага Годзиллы. От его же лица Дум и читал свой реп.

## Музыка
В альбоме Дум часто использовал фрагменты из фильма «Годзилла против Монстра Зеро» 1965 года. Отрывки фильма были засэмплированы в треках Anti-matter, Fazers, Monster Zero. Так же были использованы кусочки и из других фильмов, в том числе и о Кинг Гидоре; семплы из фильма «Годзила против Кинг Гидора» были использованы в треках No Snakes Alive и Lockjaw, «Годзила против Гайгана» звучала в треках Fastlane и Anti-Matter, а аниме «Кулак полярной звезды» звучало в треках Take Me to Your Leader, Next Levels, One Smart Nigger, No Snakes Alive.
Сам Дум в альбоме выступал не как исполнитель, а как продюсер и битмейкер, уступая место другим исполнителем. Сам Дум написал всю музыку в одиночку. Попутно с записью Take Me to Your Leader Думилье записывал альбом Vaudeville Villain, на котором выступил как исполнитель, дав написать всю музыку людям с лейбла.
В записи альбома поучаствовали следующие музыканты: Biolante в треке Fastlane, Гайган в треке Krazy World, MF Doom в треке The Final Hour и Anti-Matter Mr. Fantastic в треке Anti-Matter, Lil' Sci, ID 4 Winds, Empress Stahhr и Stacy Epps в треке Next Levels, MF Grimm, под именем Jet-Jaguar, участвовал в песне No Snakes Alive, в том же треке участвовал бывший участник KMD, первой группы Думилье и его брата DJ Subrock, Rodan, Trunks поучавствовал в треке Lockjaw.

## Приём
| Оценки критиков | Оценки критиков |
| Источник        | Оценка          |
| --------------- | --------------- |
| AllMusic        | [ 1 ]           |
| Muzik           | 5/5             |
| Pitchfork       | 9.0/10          |
| RapReviews      | 8.5/10          |
| Stylus Magazine | A               |
| Tiny Mix Tapes  | 5/5             |
| Uncut           | [ 7 ]           |

Марк Мартелли из Pitchfork написал, что Take Me to Your Leader «будет волновать вас так, как не могут большинство хип-хоп-проектов: он не стремится к достоверности и не пытается стать откровением; он просто есть». Ноэль Дикс из Exclaim! подметил, что альбом «звучит как кинематографическое космическое приключение, которое вы никогда не захотите закончить».

## Mr.Fantastic
Также в альбоме появился некий Mr.Fantastic. Всего он появлялся три раза в дискографии Думилье. Первое появление было в данном альбоме в треке Anti-Matter. Второй раз появление было в песне Rapp Snitch Knishes в альбоме MM…Food. В том же альбоме, но в песне Deep Fried Frenz, мы узнаём, что Дум повстречал Мистера Фантастика в оружейном магазине. Третье появление было в неизданной композиции без названия, untitled. Фанаты Дума по сей день пытаются узнать хоть какую-то информацию о нём. После смерти Дума в 2020 году признано считать, что тайну о Мистере Фантастике никто никогда не узнает. В её создании поучаствовал Madlib. Сам Mr.Fantastik является отсылкой на одноимённого супер героя из комиксов о «Фантастической четвёрке».

## Треклист
Вся музыка была написана Думом
| №                   | Название                                                                       | Длительность |
| ------------------- | ------------------------------------------------------------------------------ | ------------ |
| 1.                  | «Fazers»                                                                       | 3:17         |
| 2.                  | «Fastlane (совместно с Biolante)»                                              | 3:08         |
| 3.                  | «Krazy World ( совместно с Гайганом)»                                          | 4:43         |
| 4.                  | «The Final Hour ( совместно с MF Doom)»                                        | 0:49         |
| 5.                  | «Monster Zero»                                                                 | 5:15         |
| 6.                  | «Next Levels ( совместно с Lil' Sci, ID 4 Winds, Empress Stahhr и Stacy Epps)» | 3:47         |
| 7.                  | «No Snakes Alive (совместно с Jet-Jaguar и Rodan)»                             | 3:32         |
| 8.                  | «Anti-Matter ( совместно с MF Doom и Mr.Fantastic)»                            | 3:26         |
| 9.                  | «Take Me to Your Leader»                                                       | 2:08         |
| 10.                 | «Lockjaw (совместно с Trunks)»                                                 | 1:03         |
| 11.                 | «I Wonder (совместно с Hassan Chop)»                                           | 3:38         |
| 12.                 | «One Smart Nigger»                                                             | 2:39         |
| 13.                 | «The Fine Print»                                                               | 4:29         |
| Общая длительность: | Общая длительность:                                                            | 41;54        |